# Entérite

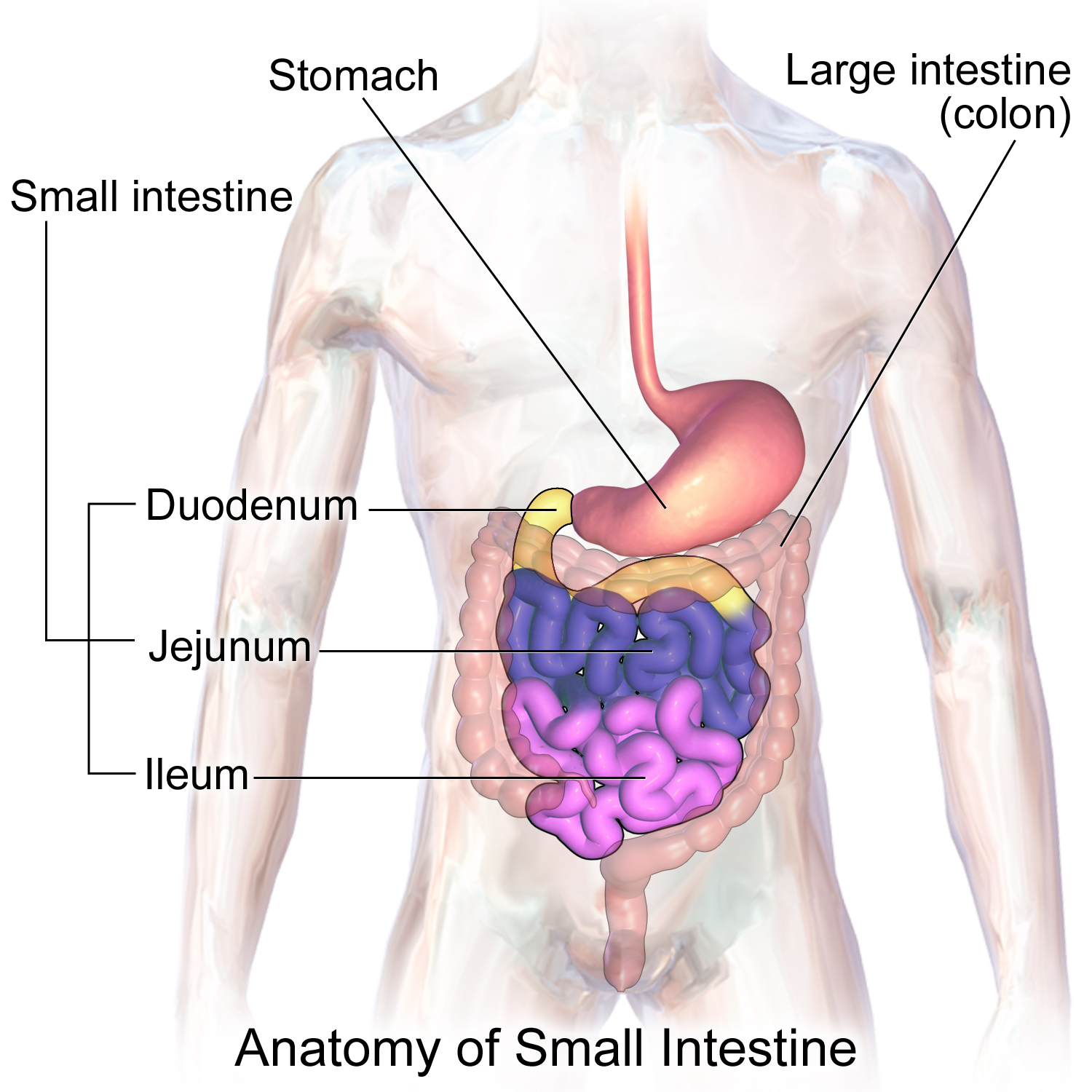
Anatomie de l'intestin grêle

L'entérite est l'inflammation de l'intestin grêle. Chez l'humain elle prend la forme d'une gastro-entérite lorsqu'elle est liée à une gastrite. Chez les anatidés elle prend le nom de peste du canard.

## Causes
- Micro organismes présents dans les aliments ou l'eau.
- Produit alimentaire provoquant un trouble intestinal comme l'alcool
- Utilisation d'antibiotiques à large spectre (déséquilibre de la flore normale)
- Virus

## Caractéristiques
- Douleurs abdominales, crampes
- Fièvre
- Diarrhée
- Nausée et vomissements lorsqu'elle est associée à une gastrite (gastro-entérite)

## Effets
- L'exagération de la diarrhée et des vomissements conduit à la déshydratation.